# Schendylops lomanus
Schendylops lomanus är en mångfotingart som först beskrevs av Chamberlin 1957.  Schendylops lomanus ingår i släktet Schendylops och familjen småjordkrypare.
Artens utbredningsområde är Peru. Inga underarter finns listade i Catalogue of Life.